# Addensante alimentare

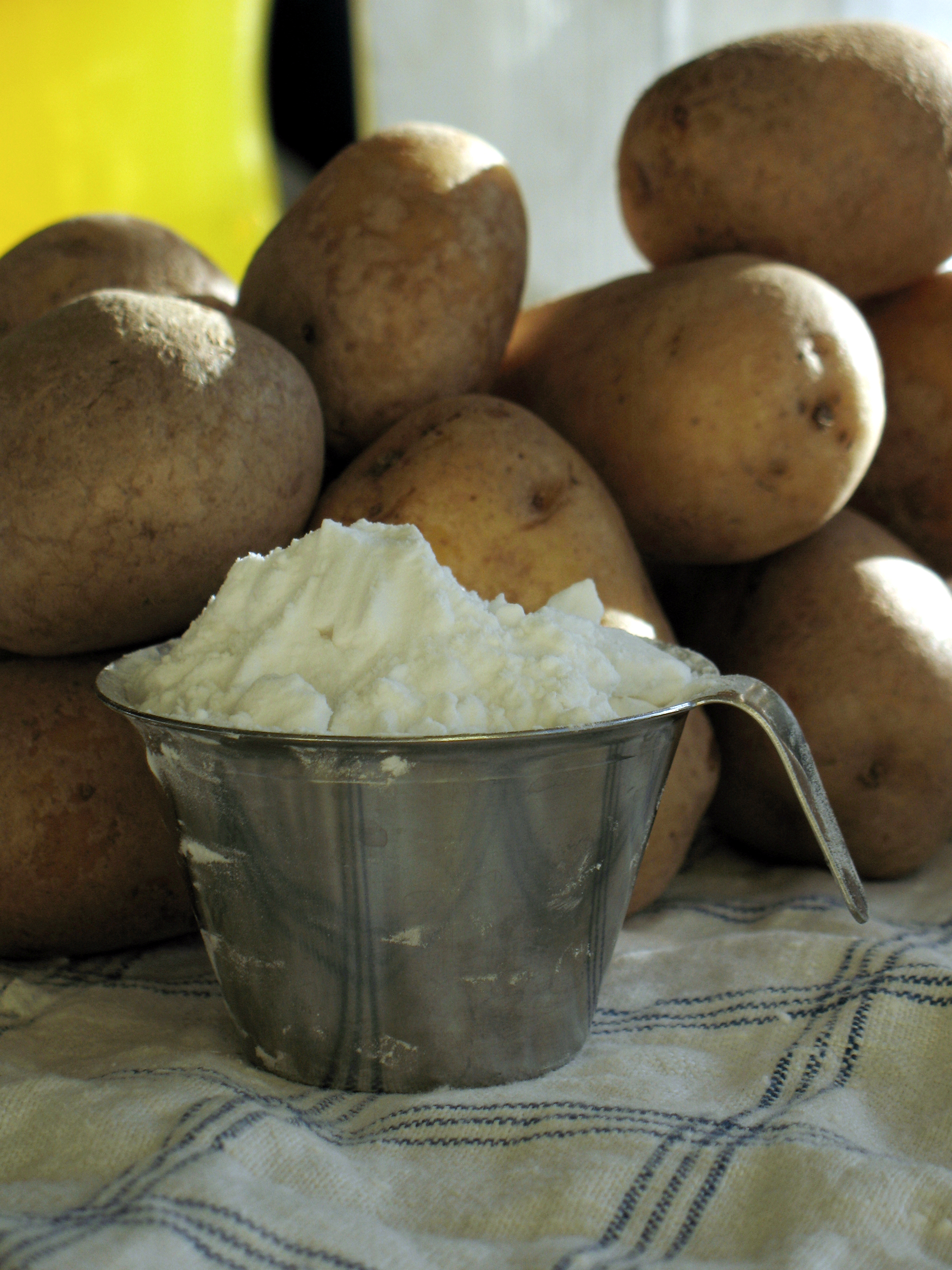
Fecola di patate, un esempio di addensante alimentare

In cucina, un addensante o legante è un alimento o una combinazione di alimenti utilizzata per rendere viscose delle preparazioni liquide o semiliquide fra cui salse, creme, sughi o il fondo di cottura dei cibi, contribuendo così a mascherare carenze qualitative delle materie prime.
Esistono numerose tipologie di addensanti che possono essere di origine animale o vegetale fra cui la fecola di patate, il tuorlo d'uovo, la gelatina animale, vari tipi di farina e amido, il roux (una combinazione di burro e farina), e la colla di pesce. Per la maggior parte degli addensanti non vengono fissati limiti per il massimo apporto giornaliero.

## Aspetti sanitari
Tuttavia, alcuni di essi, come le farine di guar e la gomma adragante, possono causare reazioni di ipersensibilità e pertanto la loro presenza deve essere segnalata.